# Bad Sassendorf
Bad Sassendorf är en kommun i Kreis Soest i det tyska förbundslandet Nordrhein-Westfalen. Bad Sassendorf, som för första gången omnämns i ett dokument från 1100-talet, har cirka 13 000 invånare.

## Ortsteile
Bad Sassendorf har tolv Ortsteile: Bad Sassendorf, Bettinghausen, Beusingsen, Elfsen, Enkesen im Klei, Heppen, Herringsen, Lohne, Neuengeseke, Opmünden, Ostinghausen och Weslarn.